# Stagniewo
Stagniewo (niem. Stagnitten) – dzielnica Elbląga położona na wschodnim krańcu miasta.

## Położenie
Stagniewo leży we wschodniej części miasta. Jest położone w granicach Parku Krajobrazowego Wysoczyzny Elbląskiej, na wysokości ponad 140 m n.p.m., a także w sąsiedztwie lasu miejskiego Bażantarnia. Graniczy z takimi dzielnicami jak: Dębica i Dąbrowa, a od wschodu ze wsią Stoboje. Jest to była wieś włączona w 1990 roku w granice administracyjne miasta. Na terenie osiedla, wzdłuż jego granicy biegnie zielony szlak turystyczny, zwany „Ścieżką Jaszczurek”. W odremontowanym budynku byłego Domu Dziecka znajduje Diecezjalny Ośrodek Ewangelicko-Charytatywny „Betania”, który diecezja elbląska odkupiła w 1995 roku od miasta. W pobliżu mieści się także sanktuarium Matki Bożej Fatimskiej, budowana jest także nowa kaplica i mieszkania.

## Wykaz ulic dzielnicy
- Daleka
- Łęczycka
- Peryferyjna

## Komunikacja
Do Stagniewa można dojechać autobusami ZKM Elbląg na linii nr 11.